# Torre del Rellotge (l'Estartit)
La Torre del Rellotge, també anomenada La Perola, és un edifici de l'Estartit, municipi de Torroella de Montgrí (Baix Empordà), situat al carrer de Santa Anna, que els pescadors utilitzaven de forma comunal per a tenyir les xarxes, quan eren de cotó, per tal d'enfosquir-les i millorar així les condicions de pesca. El tint es confeccionava fent bullir escorça de pi en grans peroles, d'aquí el nom de la torre. Va tenir aquesta funció fins al 1890.
La torre té a la part superior un campanar. El 1878, l'Ajuntament hi va instal·lar un rellotge mecànic, finançat pels germans 'indians' Joan i Pere Marquès, que va ser substituït per un rellotge de sol, datat el 1962, obra de Josep Pascual. Sota el rellotge hi ha una pintura surrealista del pintor local Joan Fuster i Gimpera.
En les obres de restauració efectuades el 2023 es van trobar elements originals, com dues pedres amb les dates 1751 i 1848 i una finestra que estava tapada.